# Список умерших в 1307 году
В этой статье представлен список известных людей, умерших в 1307 году.

## Январь
- Вареру[англ.] — первый правитель Хантавади (1287—1307)

## Февраль
- 9 февраля:
  - Александр Брюс[англ.]* — младший брат шотландского короля Роберта I; казнён англичанами;
  - Томас Брюс[англ.] — младший брат шотландского короля Роберта I; казнён англичанами.
- 10 февраля — Тэмур (41) — Император Китая из династии Юань (1294—1307).

## Апрель
- 2 апреля — Константин Мелитениот[англ.] — византийский писатель, сторонник церковной унии католиков и православных
- 3 апреля — Бартоломео Кверини[нем.] — епископ Новары (1240—1250), епископ Тренто (1304—1307)
- 12 апреля — Умберт I Вьеннский — барон де Ла Тур (1269—1307), дофин Вьеннский, граф д’Альбон, де Гренобль, д’Уазан, де Бриансон (1282—1307).
- 20 апреля — Уильям Хамильтон[англ.] — Лорд-канцлер Англии (1305—1307)
- 23 апреля — Джоанна Акрская — дочь короля Англии Эдуарда I, графиня-консорт Глостера и Хартфорда (1290—1295), жена Гилберта Рыжего.
- Констанция (Анна) Гогенштауфен — дочь императора Священной Римской империи Фридриха II, императрица-консорт Никейской империи (1244—1254), жена Иоанна III Дуки Ватаца

## Май
- Абу Якуб Юсуф — маринидский султан Марокко (1286—1307); убит

## Июнь
- 1 июня — Дольчино  — ересиарх, глава секты «апостольских братьев» (апостоликов) (c 1300), казнён

## Июль
- 3/4 июля — Рудольф I — король Чехии и титулярный король Польши (с 1306), герцог Австрии и Штирии (под именем Рудольф III) из династии Габсбургов.
- 7 июля — Эдуард I (68) — король Англии (1272—1307) из династии Плантагенетов.
- 20 июля — Гилберт де Клер, лорд Томонд — лорд Томонд (1287—1307)

## Август
- 7 августа — Альберт дельи Абати — святой римско-католической церкви, первый член Ордена Кармелитов, канонизированный Церковью.

## Сентябрь
- 17 сентября — Уильям Гейнсборо[англ.] — епископ Вустера (1302—1307)
- 21 сентября — Томас Биттон[англ.] — епископ Эксетера (1291—1307)

## Октябрь
- 3 октября — Маргарита Наваррская — дочь короля Наварры Тибо IV, герцогиня-консорт Лотарингии (1255—1302), жена Ферри III
- 11 октября — Екатерина де Куртене (32) — титулярная императрица Латинской империи (1283—1307), дочь Филиппа де Куртене, титулярного императора Латинской Империи, и Беатрисы Анжуйской, дочери Карла I Анжуйского, короля Сицилии.
- 23 октября — Оттон фон Ритберг[нем.] — князь-епископ Падерборна (1277—1307)
- 24 октября — Коррадо делла Торре[англ.] — итальянский политик и кондотьер из семьи Делла Торре

## Ноябрь
- 9 ноября 
  - Генрих III[англ.] — князь Ангальт-Ашерслебена (1266—1283), архиепископ Магдебурга (1305—1307)
  - Джованна да Сигна[итал.] — святая римско-католической церкви.
- 17 ноября:
  - Левон IV — король Киликийской Армении (1301—1307); убит монголами;
  - Хетум II — король Киликийской Армении (1289—1293, 1295—1296, 1299—1301); убит монголами.
- 22 ноября — Дитер фон Нассау[нем.] — архиепископ Трира (1300—1307).
- 27 ноября — Петер Моносло, венгерский церковный и государственный деятель, епископ Трансильвании (1270—1307).

## Декабрь
- 10 декабря — Дицман — маркграф Нижней Лужицы (1291—1303), маркграф Остерланда (1291—1307) и ландграф Тюрингии (1297—1307).
- Мария Антиохийская[англ.] — дочь князя Антиохии Боэмунда IV, претендентка на трон Иерусалимского королевства (1269—1277)

## Дата неизвестна или требует уточнения
- Александр Константинович, князь Углицкий (1294—1307).
- Ананда, монгольский принц, 2-й князь Аньси (1280—1307).
- Апор Печ — венгерский дворянин, воевода Трансильвании (1283), палатин Венгрии (1298—1299, 1304—1307)
- Беатриса Сицилийская — дочь короля Сицилии Манфреда, маркиза-консорт Салуццо, жена Манфреда IV
- Бенедетто I Заккариа — итальянский адмирал Генуэзской Республики, господин Фокеи (1288—1307) и первый сеньор Хиоса (1304—1307); на разных этапах своей жизни был дипломатом, авантюристом, наёмником и государственным деятелем.
- Биларгу[англ.] — монгольский генерал Газан-хана и Олджейту, организатор убийства армянских царей Хетума II и Левона IV; казнён о приказу Олджейту.
- Уильям Бодруган[англ.] — архидиакон Корнуолла (1295—1307).
- Ван Шифу, китайский драматург.
- Вальтер Брюггский[англ.] — францисканский теолог.
- Гильом де Жизор (Иоанн III)[англ.] — великий магистр приората Сиона (1266—1307)
- Гонг Кай[англ.] — китайский художник
- Григор VII[фр.] — Католикос армянской церкви (1293—1307)
- Гуго (Юг) II де Шатильон — граф Блуа, граф Шатодёна (Дюнуа), сеньор д'Авен, сеньор де Гиз (1291—1307), родоначальник ветви Блуа-Шатильон
- Дауд[англ.] — султан Мальдивских островов (1302—1307).
- Джайя Синхаварман III, царь царей Тямпы (Чампы) (1288—1307).
- Джакомо да Витербо[итал.] — католический теолог, архиепископ Беневенто (1302), архиепископ Неаполя (1302—1307), святой римско-католической церкви.
- Джоан де Мунченси[англ.] — графиня-консорт Пембрук (1264—1296) жена Уильяма де Валенса, 1-го графа Пембрук
- Дува — правитель Чагатайского улуса (1282—1307)
- Иоанн Палеолог[англ.] — сын византийского императора Андроника II Палеолога, деспот (1295—1307)
- Калам-Бей[англ.] — первый правитель Карасидского эмирата (1297—1307)
- Константин Борисович — князь Ростовский (1278—1288, 1294—1307), князь Углицкий (1288—1294)
- Кутлуг-шах[англ.] — монгольский полководец Газан-хана, руководитель вторжения в Сирию в 1303 году, погиб при завоевании Гиляна
- Лучетто Гаттилусио[англ.] — итальянский генуэзский дипломат и трубадур
- Малкольм Маккиллан[англ.]  — шотландский дворянин, участник войны за независимость Шотландии, казнён англичанами.
- Уильям де Моравия, шотландский дворянин, 2-й граф Сазерленд (1248—1307) и глава клана Сазерленд на Шотландском нагорье.
- Нифонт, епископ Константинопольской православной церкви, митрополит Галицкий (1303—1307).
- Олег Романович — князь Брянский (1188—нач. XIII в), ушёл в монастырь, святой Русской православной Церкви
- Оливье II де Клиссон, бретонский аристократ.
- Отто IV[нем.] — граф Текленбурга (1285—1307).
- Пьер де Бордо, капталь де Бюш (с 1300).
- Реджинальд Кроуфорд[англ.] — шотландский дворянин, участник войны за независимость Шотландии, казнён англичанами.
- Роланд II Ратот, венгерский барон, палатин Венгрии (1298—1299, 1303—1307).
- Томас Фицджеральд, 3-й барон Десмонд[англ.] — барон Десмонд (1298—1307)
- Уолтер Фулбурн[англ.] — епископ Уотерфорда (1286—1307), лорд-канцлер Ирландии (1283—1288)
- Фрате Альбериго[итал.] — член ордена братьев-гаудентов, один из гвельфских главарей Фаэнцы, убивший своих родственников («фрукты брата Альбериго»), персонаж поэмы Данте.